# Pseudogerespa adjutus
Pseudogerespa adjutus är en fjärilsart som beskrevs av Paul Dognin 1912. Pseudogerespa adjutus ingår i släktet Pseudogerespa och familjen nattflyn. Inga underarter finns listade i Catalogue of Life.